# پری دریایی می‌سی‌سی‌پی
پری دریایی می‌سی‌سی‌پی (فرانسوی: La sirène du Mississipi‎) فیلمی در ژانر نئو نوآر به کارگردانی فرانسوا تروفو است که در سال ۱۹۶۹ منتشر شد. از بازیگران آن می‌توان به کاترین دنو، ژان-پل بلموندو، میشل بوکه، الکساندرا استوارت، و دلفین سیریگ اشاره کرد.